# Légendes urbaines japonaises
Les légendes urbaines japonaises (都市伝説, toshi densetsu) sont des légendes contemporaines persistantes ayant comme thèmes soit des attaques de créatures paranormales sur des victimes (généralement) innocentes, soit des rumeurs n'ayant pas de lien avec le paranormal qui se sont répandues dans la culture populaire.
Les premières incluent rarement les fantastiques ou animistes yōkai provenant d'anciennes superstitions japonaises, mais sont basées principalement sur l'onryō (des fantômes japonais (yūrei) qui sont devenus des esprits vengeurs qui agressent toutes personnes croisant leurs chemins). Les légendes urbaines modernes japonaises ont tendance à prendre place dans des écoles et, de manière similaire aux légendes des yōkai, incorporent des morales dans leurs histoires, mettant en garde contre le harcèlement scolaire, ainsi que de rentrer seul chez soi le soir, ou encore de parler avec des inconnus.
Les tunnels secrets de Tokyo ou encore la rumeur d'un travail comme nettoyeur de cadavre, sont des exemples de légendes urbaines modernes japonaises non-paranormales.

## Légendes urbaines (non paranormales)

### L'incendie du grand magasin Shirokiya
Le 16 décembre 1932, un incendie déclaré au grand magasin Shirokiya, à Tokyo a fait quatorze morts. Pendant l'incendie, de nombreuses employées du magasin en kimono se réfugient sur le toit du magasin, au septième étage. Des rumeurs qui se sont répandues plus tard affirmeraient que certaines de ces femmes auraient refusé de sauter dans les filets de sécurité tenus par les pompiers au sol. Les femmes ne portaient traditionnellement pas de sous-vêtements avec leurs kimono, et les employées auraient eu peur d'être exposées en public, et auraient donc eu honte de sauter. Ces employées seraient mortes à cause de cela,. Cette tragédie a attiré l'attention de médias aussi lointains que les médias européens et américains. La direction de l'entreprise, à la suite de l'incendie, aurait ordonné aux employées de porter des culottes ou autres types de sous-vêtements avec leur kimono, une tendance qui se serait répandue,.
Contrairement aux rumeurs, Shoichi Inoue, un professeur de culture japonaise et d'architecture au centre international de recherches d'études japonaise (en), a réfuté la rumeur concernant ces femmes dont la pudeur leur aurait été fatale. Selon Inoue, la plupart des employés ont été sauvés par les pompiers, et l'histoire de femmes ayant préféré la mort pour préserver leur pudeur aurait été fabriquée pour les médias occidentaux. Cette histoire a été utilisée dans de nombreux ouvrages de référence. Au Japon, la chaîne de magasins Shirokiya est généralement acceptée comme ayant été un précurseur en ce qui concerne le changement vers des culottes plus occidentales, bien qu'il n'existe aucune preuve soutenant cette croyance.

## Sony et l'obsolescence programmée (Sony Timer)
Selon des rumeurs, Sony aurait installé un appareil dans tous ses produits électroniques qui provoquerait une panne peu de temps après que leurs garanties aient expiré, une forme illégale d'obsolescence programmée.
Cette rumeur n'a jamais été prouvée, et bien qu'il soit peu probable que Sony ait explicitement ajouté une date d'expiration à ses produits, le Sony Timer est aussi utilisé pour parler du fait que Sony fabriquerait des produits ayant une durée de vie suffisamment longue pour nécessiter une nouvelle ligne de production. Lors de l'assemblée générale annuelle des actionnaires de 2007, Ryoji Chubachi, alors président, a dit être familier avec l'expression « Sony Timer ».

## Légendes urbaines (malédictions)

### La publicité Kleenex maudite
En 1986, Kleenex a diffusé trois publicités au Japon pour ses mouchoirs présentant une femme portant une longue robe blanche et un enfant habillé en Oni, assis sur de la paille. La musique It's a Fine Day par Jane et Edward Barton est présente dans chaque publicité. De nombreux téléspectateurs ont trouvé cette publicité perturbante. Certains se sont plaints que la musique ressemblait à une malédiction allemande, bien que les paroles soient en anglais. D'autres personnes ayant vu cette publicité sur YouTube ont affirmé que l'image se déformait si elle était vue à minuit pile avant de faire planter le lecteur de vidéo de YouTube. À cause de son atmosphère perturbante, de nombreuses rumeurs ont vu le jour concernant  des membres de l'équipe de tournage qui auraient été les victimes d'accidents mortels, et l'actrice principale Keiko Matsuzaka qui aurait soit trouvé la mort, soit été placée dans un institut psychiatrique, ou serait devenue enceinte d'un enfant démoniaque.
Une légende urbaine similaire est liée au tournage de L'Exorciste.

### La malédiction du parc d'Inokashira
Dans le parc d'Inokashira, les visiteurs peuvent louer des barques. Selon la rumeur, si deux personnes en couple montent ensemble dans une barque, leur relation prendra fin. Cette légende est liée au temple local dédié à Benzaiten. Benzaiten est une divinité considérée comme étant très jalouse et serait la cause de la séparation des couples montant dans les barques.

### La malédiction de la chambre rouge
L'histoire de la chambre rouge est une légende d'Internet concernant un pop-up qui apparaîtrait sur les ordinateurs des victimes. Une porte est affichée sur l'image, et une voix préenregistrée demande « Aimez-vous... ». Même si le pop-up est fermé, il se rouvrira jusqu'à que la voix termine sa question : « Aimez-vous la chambre rouge ? » Ceux qui ont vu le pop-up sont retrouvés morts, leur sang recouvrant leurs murs. La légende a commencé avec une animation flash d'un jeune garçon qui se retrouve maudit après être tombé sur le pop-up, mais a gagné en notoriété lorsqu'il a été découvert que l'écolière ayant commis un meurtre au couteau à Sasebo en 2004 avait la vidéo dans ses favoris.
La chaîne d'emails de Kata Lata Kulu est une légende urbaine similaire.

### La malédiction du Colonel
La Malédiction du Colonel (Kāneru Sandāsu no Noroi) est une malédiction dont serait victime l'équipe de baseball Hanshin Tigers et serait la cause des mauvaises performances de l'équipe lors des séries du Japon. En 1985, les fans des Hanshin Tigers ont célébré la première et seule victoire de la série, et, dans leur excitation, ont jeté une statue du Colonel Sanders, le fondateur et la mascotte de Kentucky Fried Chicken, dans la rivière de Dōtonbori. Depuis cet incident, l'équipe n'a plus gagné de championnat, et certains fans pensaient qu'ils ne gagneraient plus jamais jusqu'à que la statue soit récupérée.
La statue a été retrouvée dans la rivière de Dōtonbori le 10 mars 2009. Les plongeurs qui ont découvert la statue ont d'abord pensé qu'il s'agissait d'un grand baril, puis d'un corps humain, mais les fans des Hanshin Tigers présents à ce moment ont vite identifié le torse du Colonel disparu. La main droite et les jambes ont été retrouvées le jour suivant, mais les lunettes et la main gauche de la statue sont toujours portées disparues.
La Malédiction du Bambino et la Malédiction de Billy Goat sont des légendes urbaines similaires.

## Légendes urbaines (surnaturelles)

### Aka Manto
La cape rouge est un esprit qui hanterait les toilettes, généralement la dernière cabine des toilettes des femmes. Certaines versions le décrivent comme portant un masque couvrant son visage extrêmement beau, ce qui lui aurait causé des problèmes de harcèlement de son vivant. Lorsque la victime est aux toilettes, une voix mystérieuse lui demanderait si elle préférerait du papier rouge ou du papier bleu. Si elle répond qu'elle préfère le papier rouge, la cape rouge la tue d'une manière violente, laissant sa victime couverte de sang. Si elle répond qu'elle préfère le papier bleu, elle est étranglée ou saignée à mort, sa peau devenant bleue. Si la victime demande un papier d'une autre couleur, des mains apparaissent (parfois sortant des toilettes où la victime est assise), et traînent la victime en enfer. Dans d'autres versions, le fantôme demanderait simplement si la victime souhaite un manteau rouge avant de lui arracher la peau de son dos. Il peut aussi demander si la victime souhaite une cape rouge ou bleue. Cependant, selon certaines sources[Lesquelles ?], il est possible d'échapper à Aka Manto si en lui disant « Je n'ai pas besoin de papier »[réf. nécessaire].

### Le passager fantôme
Dans cette histoire, un chauffeur de taxi roule le long d'une route au beau milieu de la nuit. Quelqu'un sortirait alors soudainement des ténèbres en faisant signe au taxi. La personne s'installerait à l'arrière de la voiture et demanderait que le chauffeur l'emmène à un endroit dont il n'aurait jamais entendu parler. Le passager assurerait au chauffeur qu'il le guiderait. Il commencerait alors à fournir au chauffeur des directions de plus en plus compliquées qui l'emmènerait à travers des rues et des allées, à travers de nombreux villages et parfois même de la ville à la campagne. Après avoir parcouru une telle distance et ne semblant pas plus proche de sa destination, le chauffeur deviendrait de plus en plus anxieux. Il se tournerait alors vers la banquette arrière pour demander au passager où est-ce qu'ils sont exactement, mais serait pris par surprise en découvrant que son passager a disparu. Le chauffeur de taxi se retournerait alors vers le volant, juste à temps pour voir le véhicule sortir de la route et plonger dans un ravin.

### Gozu (Tête de vache)
Gozu (tête de bœuf), aussi connue sous le nom de tête de vache, est une légende urbaine japonaise à propos d'une histoire fictive appelée « Tête de vache ». un professeur raconte l'histoire à un groupe d'écoliers s'ennuyant, ce qui aurait rendu le groupe et le professeur catatoniques et amnésiques. Une autre version inclut le fait que personne ne peut redire l'histoire car les personnes l'ayant entendue meurent peu après.
L'histoire de Gozu serait une histoire non publiée de l'auteur de science-fiction Sakyo Komatsu, mais rien n'indique que cet auteur est lié à cette légende. Une légende ukrainienne appelée « la tête de la vache » existe, racontant l'histoire d'une femme qui aurait de la bonne fortune après avoir accueilli et nourri une tête de vache désincarnée l'ayant visitée une nuit, ainsi qu'un film appelé Gozu sorti en 2003, réalisé par Takashi Miike. Malgré leurs noms similaires, aucun lien n'existe entre ces histoires et la légende japonaise.

### Jinmenken (le chien à la tête d'homme)
Les jinmenken sont des chiens ayant des visages humains qui apparaîtraient la nuit dans les zones urbaines japonaises, courant très rapidement le long des autoroutes. Les jinmenken peuvent parler, mais certains affirment qu'ils sont désagréables ou demandent le plus souvent d'être laissés tranquilles. Contrairement à la plupart des légendes urbaines, le chien au visage d'homme n'a pas une réputation meurtrière. Les jinmenken seraient des rescapés d'expériences scientifiques, ou les esprits des victimes d'accidents de la route.
Certains spéculent que les témoins affirmant avoir vu des jinmenken ont en réalité croisé le chemin d'un macaque japonais, ce qui expliquerait les déplacements à quatre pattes, la fourrure similaire à celle d'un chien, le visage humain, et les bruits presque humains que les jinmenken produiraient.
Il existe des traces de rumeurs attestant la présence de chiens à tête d'homme depuis 1810, du fait notamment d'un spectacle misemono où l'apparition d'un tel phénomène a été rapportée.,
Une légende urbaine similaire est celle du chien noir.

### Kokkuri-san
Le kokkuri est une version japonaise d'un Ouija, devenue populaire pendant l'ère Meiji. Plutôt qu'utiliser une planche achetée en boutique avec des lettres et une goutte, les joueurs écrivent des caractères en hiragana et placent leurs doigts sur une pièce, avant de poser une question à Kokkuri-san. Ceci est un jeu populaire dans les lycées japonais. Et, comme pour un ouija occidental, des rumeurs et des légendes entourent le kokkuri.
Selon certaines versions, Kokkuri-san révéleraient seulement la date de la mort des joueurs, tandis que dans d'autres, les joueurs pourraient demander tout ce qu'ils veulent à Kokkuri-san, mais il faut alors qu'ils finissent le jeu correctement, soit en disant au revoir à Kokkuri-san avant de quitter la table, ou soit en se débarrassant des outils utilisés dans une certaine limite de temps, en dépensant la pièce ou en vidant le stylo utilisé pour écrire les hiragana. Si les joueurs ne font pas le nécessaire, ils peuvent être victimes de malchance, ou même mourir.

### Kuchisake-onna (La femme à la bouche fendue)
À l'origine, Kuchisake-Onna était une magnifique jeune femme mariée qui passait son temps à demander aux enfants de son village : « Suis-je belle ? » Et à chaque fois, ils lui répondaient : « oui ».
Prenant conscience qu'elle était belle et désirée, elle se mit à tromper son mari. Un jour, son mari la découvrit avec un autre homme, et fou de rage tua l'amant de sa femme. Afin de se venger, il lui coupa la bouche jusqu'au oreilles en lui disant : « Qui te trouvera belle maintenant ? »  Ne pouvant supporter son visage, elle se suicida quelques jours plus tard.
Les enfants marchant seuls de nuit peuvent rencontrer une femme portant un masque chirurgical. Ceci n'est pas inhabituel au Japon, de nombreuses personnes portent ces masques pour protéger les autres de leurs maladies. La femme s'arrêterait devant l'enfant et lui demanderait : « Suis-je belle ? » Si l'enfant dit « non », elle le tue avec une paire de ciseaux qu'elle a toujours sur elle. Si l'enfant dit « oui », la femme enlève son masque, révélant sa bouche, fendue d'une oreille à l'autre. Elle demanderait alors, « Même comme cela ? » Quoi que l'enfant puisse répondre, elle le tuera : S'il dit non, elle le coupera en deux; s'il dit oui, elle lui fendra la bouche afin que l'enfant lui ressemble. Afin d'échapper à Kuchisake-onna, l'enfant doit répondre à sa seconde question en disant « Vous êtes ordinaire » ou « So-so », ce qui lui permettra de s'enfuir pendant qu'elle réfléchit. Il est possible, sinon, de lancer des fruits ou des bonbons à ses pieds, qu'elle ramassera, laissant une chance à sa victime de s'enfuir. Une autre option est de retourner sa question vers elle :  elle sera perturbée, et partira. Sa victime peut aussi lui dire qu'elle doit aller voir son mari ou sa femme. Kuchisake-onna s'excusera alors, et partira.
L'homme au crochet et l'homme lapin sont des légendes urbaines similaires à celle de la femme à la bouche fendue.

### Teke Teke
Le Teke Teke est le fantôme d'une jeune femme qui a été poussée sur des rails et a été coupée en deux par le train. Devenue un esprit vengeur, elle porte une faux et se traîne sur son torse par la force de ses mains ou de ses épaules, provoquant un son grinçant, ou « teke teke ». Si elle rencontre quelqu'un au milieu de la nuit, et que sa victime n'est pas assez rapide, elle le coupe en deux au niveau du torse, imitant son propre accident, et ses victimes deviennent parfois des Teke Teke à leur tour. Certaines versions de cette légende parlent d'un jeune écolier rentrant chez lui en pleine nuit, et qui aperçoit une belle femme, ses coudes posés sur un rebord de fenêtre. Lorsqu'elle le remarque, elle saute de sa fenêtre, tombant sur le trottoir devant lui, révélant n'être qu'un torse. Elle coupe ensuite le garçon en deux.

### Toire no Hanako-san (Hanako-san des toilettes)
Toire no Hanako-san est une célèbre légende associée aux écoles élémentaires japonaises. La légende raconte l'histoire d'un fantôme omniprésent, dont l'identité serait celle d'une étudiante s'étant suicidée à la suite de harcèlement scolaire. Toutefois, cette entité apparaît parfois sans aucune raison. Hanako-san est une légende populaire dans les écoles élémentaires japonaises, et elle hanterait la troisième cabine des toilettes des filles. Caractérisé par des yeux froids et brillants, l'esprit effraie toutes les personnes l'apercevant. N'étant pas connue pour être malveillante ou vicieuse, Hanako-san est une entité inquiétante, faisant seulement peur à ses victimes.Une autre légende dirait qu'elle serait morte durant la première guerre mondiale.
Bloody Mary est une légende urbaine similaire.

### Kunekune
Kunekune est une légende urbaine moderne concernant une apparition distante visible dans les grandes étendues de rizières et de champs d'orge pendant les jours les plus chauds de l'été. Kunekune est décrit comme étant un objet blanc indiscernable, comme une grande bande de papier fin, ou comme un drap voletant au gré du vent, même lorsqu'il n'y a pas de vent. Selon la légende, quiconque essayant de s'en rapprocher devient fou, ou meurt en le touchant. Les premiers témoignages de personnes ayant vu Kunekune sont apparus en même temps sur plusieurs sites. Il est fort probable que le Kunekune soit basé sur des histoires de fantômes locales à propos d'épouvantails prenant vie pendant la nuit (ou lorsque quelqu'un les observe trop souvent). Les témoignages d'observations présumées de Kunekune semblent être des interprétations d'un épouvantail bougeant au gré du vent,,.

## Dans les médias
Les légendes urbaines sont très populaires au Japon, et ont inspiré de nombreux films, mangas et animes, ce qui témoignent de leur persistance dans l'inconscient collectif.

### Cinéma
Kuchisake-onna
- Kuchisake-onna (1996)
- Kannô byôtô: nureta akai kuchibiru (2005)
- Carved (2007)
- Kaiki toshi-densetsu - Kuchisake-onna (2008)
- A Slit-Mouthed Woman 0: Origine (2008)

Hanako-san des toilettes
- Hanako (1995)
- Gakkou no Kaidan (1995)
- Shinsei toire no Hanako-san (1998)

Teketeke
- Teketeke (2009)
- Teketeke 2 (2009)
- Otoshimono (2006) est une variation de cette légende

Autres
- Kokkuri-san (1997)

### Séries télé
- La légende de Kuchisake-onna apparaît dans la série télé Guren Onna.
- Un épisode de Honto ni Atta Kowaii Hanashi inclut la légende du passager fantôme.
- Toshi Densetsu no Onna est une série télé à propos d'une détective qui est une grande amatrice de légendes urbaines. Elle tire souvent des liens entre ses enquêtes et des légendes urbaines.
- Gugure kokkuri-san est une adaptation en anime de Kokkuri-san, avec pour protagoniste une jeune fille appelée Kohina Ichimatsu.
- Un épisode de Scream Queens inclut l'Aka Manto et le Kappa.

### Manga et anime
De nombreux mangas d'horreur ont pour inspiration les légendes urbaines mentionnées dans cet article, ainsi que d'autres rumeurs, plus obscures, et des histoires originales.
Kuchisake-onna
- Kuchisake-onna
- Kuchisake-onna Densetsu

Autres légendes
- Ghost Stories (comprend Aka Manto, Hanako-san, Kokkuri-san, Teke Teke, Kuchisake-onna, Jinmenken, et une variation de la légende du passager fantôme)
- Hanako to Guuwa no Tera (comprend Kuchisake-onna, Kokkuri-san, Teke Teke et Hanako-san comme personnage titulaire).
- Jigoku Sensei Nūbē (comprend Hanako-san, Teke Teke, Kuchisake-onna et Jinmenken).
- Kibengakuha Yotsuya Senpai no Kaidan, de Haruichi Furudate (comprend Kokkuri-san).
- School Zone, d'Inuki Kanako (comprend Kokkuri-san, et une variation de la légende de Teke Teke).
- Gugure! Kokkuri-san
- Jibaku Shounen Hanako-kun (comprend Hanako-san masculinisé)
- Les ennemis pendant la seconde mission du roman Gantz/Minus sont des Jinmenken, Kuchisake-onna et le boss est une Hanako-san géante.

### Jeux vidéo
- Le jeu de combat Touhou Project Urban Legend in Limbo.
- Le jeu vidéo Ghostwire: Tokyo reprend la légende de Kuchisake-onna pour en faire un ennemi.